# 유위 (경조윤)
유위(劉威, ? ~ 기원전 18년)는 전한 말기의 관료로, 자는 자연(子然)이다.

## 생애
홍가 2년(기원전 19년), 농서태수에서 경조윤으로 승진하였으나 이듬해에 죽었다.

## 출전
- 반고, 《한서》 권19하 백관공경표 下

| 전임 등의 | 전한의 경조윤 기원전 19년 ~ 기원전 18년 | 후임 적방진 |